# Årets Dirch
Årets Dirch, også kaldet Årets Revykunstner, er en dansk pris der tildeles en revyskuespiller.
Prisen, der er uddelt siden 1979, uddeles ved begivenheden Revyernes Revy.
Prisen var i 2019 på 20.000 kroner.

## Modtagere af prisen som Årets Dirch
- 1979 - Tommy Kenter
- 1980 - Jan Schou
- 1981 - Lisbet Dahl
- 1982 - Flemming Jensen
- 1983 - Lone Lau
- 1984 - Finn Nielsen
- 1985 - Thomas Eje
- 1986 - Lone Helmer (1940-1997)
- 1987 - Søren Østergaard
- 1988 - Poul Glargaard (1942-2011)
- 1989 - Anthony Michael (1952-1990)
- 1990 - Søs Egelind
- 1991 - Max Hansen
- 1992 - Donald Andersen
- 1993 - Niels Olsen
- 1994 - Steen Stig Lommer
- 1995 - Ditte Gråbøl
- 1996 - Henrik Lykkegaard
- 1997 - Niels Ellegaard
- 1998 - Pernille Schrøder
- 1999 - Thomas Mørk
- 2000 - Ina-Miriam Rosenbaum
- 2001 - Gunvor Reynberg
- 2002 - Niels Ellegaard
- 2003 - Ditte Hansen
- 2004 - Claus Ryskjær
- 2005 - Asger Reher
- 2006 - Ulf Pilgaard
- 2007 - Gordon Kennedy
- 2008 - Jan Schou
- 2009 - Rasmus Krogsgaard
- 2010 - Tom Jensen
- 2011 - Vicki Berlin
- 2012 - Ulf Pilgaard
- 2013 - Mette K. Madsen[2]
- 2014 - Bodil Jørgensen
- 2015 - Anne Herdorf
- 2016 - Pernille Schrøder
- 2017 - Anne Karin Broberg
- 2018 - Trine Gadeberg
- 2019 - Henrik Koefoed[1]
- 2020 - Ikke uddelt grundet Coronaviruspandemien
- 2021 - Ikke uddelt grundet Coronaviruspandemien
- 2022 - Bente Eskesen
- 2023 - Bodil Jørgensen
- 2024 - Henrik Koefoed

## Gentagne vindere
Følgende person har modtaget prisen som Årets Dirch flere gange:
2 gange
- Bodil Jørgensen (2014 og 2023)
- Henrik Kofoed (2019 og 2024)
- Jan Schou (1980 og 2008)
- Niels Ellegaard (1997 og 2002)
- Pernille Schrøder (1998 og 2016)
- Ulf Pilgaard (2006 og 2012)